# Alphonse Pieters
Alphonse Hubert Pieters (Oostende, 29 mei 1845 - Brussel, 30 mei 1912) was een Belgisch liberaal politicus en burgemeester.

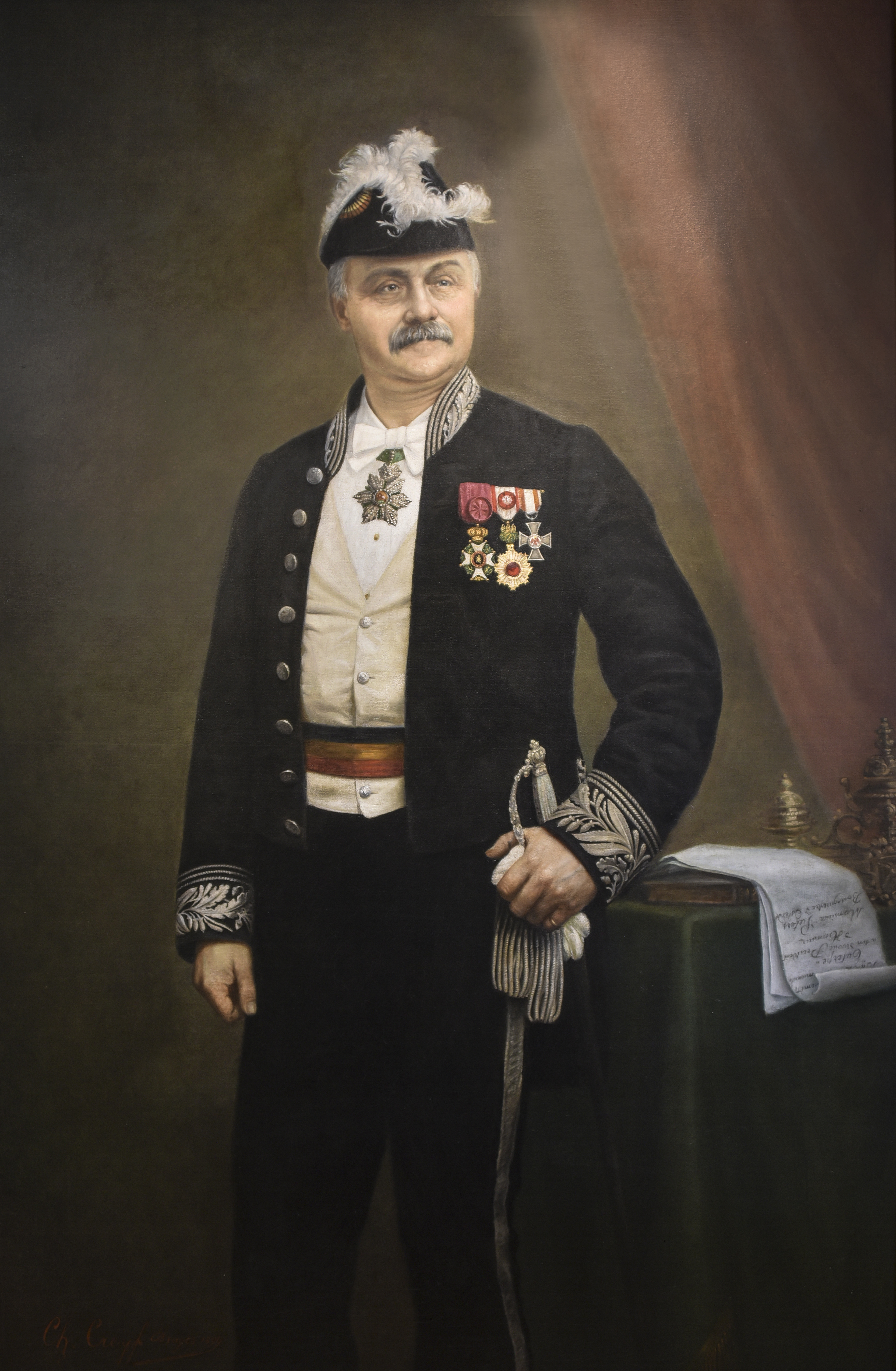
Onbekend - Alphonse Pieters in het Stadsmuseum Oostende

## Levensloop
Pieters was een zoon van de brouwer François Pieters en van Monique Rickx. Hij trouwde met Caroline Addams. Hij was eveneens van beroep bierbrouwer.
Gemeenteraadslid van Oostende vanaf 19 oktober 1884; hij werd schepen (17 januari 1888 - 1891) en burgemeester (7 oktober 1892 - 1912) van Oostende, na de afzetting van Jacques Montangie.
Pieters was tevens liberaal volksvertegenwoordiger voor het arrondissement Oostende en vervulde dit mandaat tot in 1894.

## Straat
In Oostende is de Alfons Pieterslaan naar hem genoemd. Deze laan heette vroeger de Zuidlaan (of Boulevard du Midi) en loopt vanaf het einde van de Vindictivelaan tot aan Petit Paris.